# AG Водолея
AG Водолея (лат. AG Aquarii) — одиночная переменная звезда в созвездии Водолея на расстоянии (вычисленном из значения параллакса) приблизительно 16382 световых лет (около 5023 парсеков) от Солнца. Видимая звёздная величина звезды — от +15,4m до +14,5m.

## Характеристики
AG Водолея — белая пульсирующая переменная звезда типа RR Лиры (RR:) спектрального класса A3. Эффективная температура — около 8388 К.